# Christina Mattsson

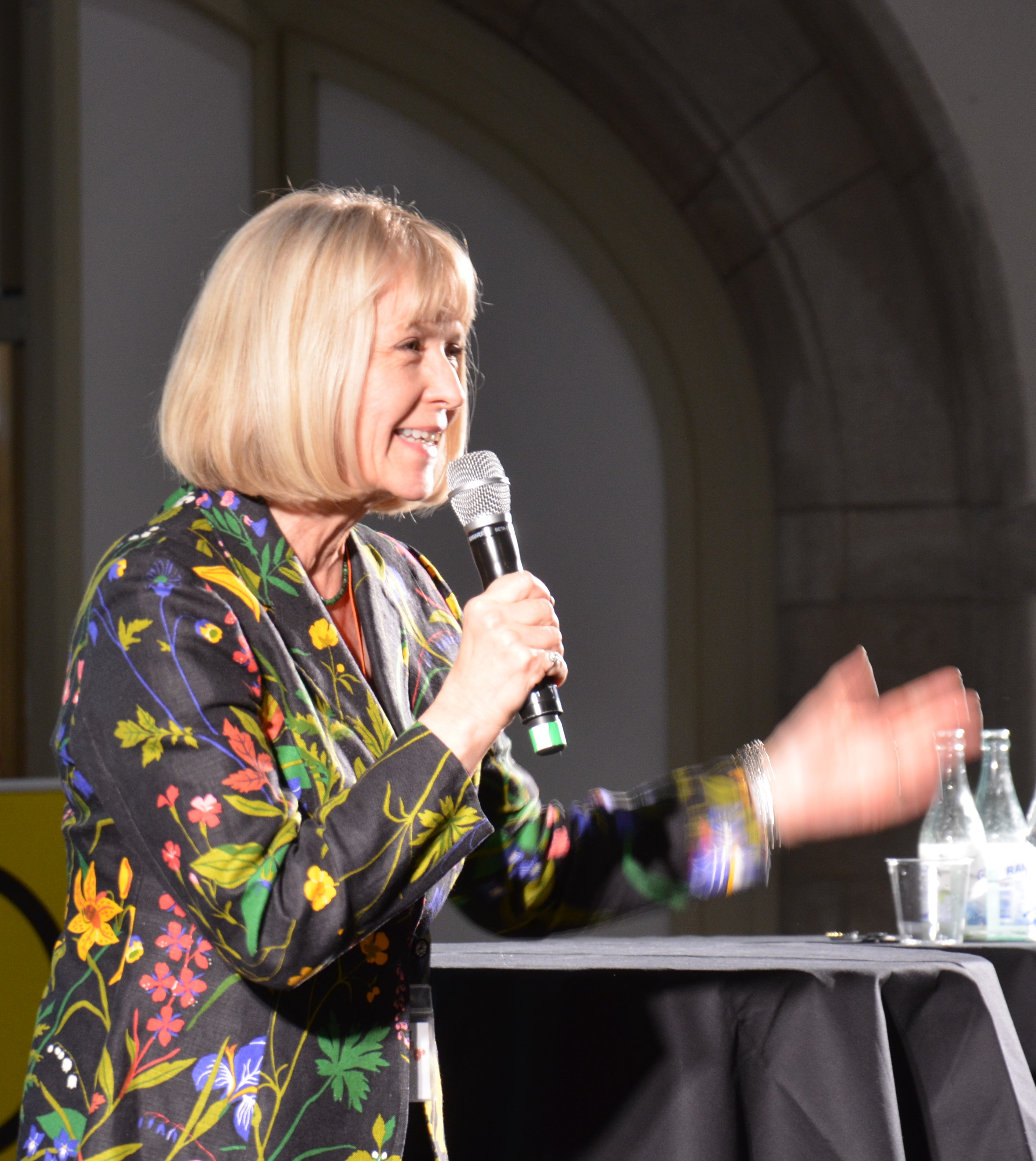
Christina Mattsson på Riksförbundet Sveriges museers vårmöte på Nordiska museet 2013.

Brita Christina Mattsson, född 9 mars 1947 på Frösön i Jämtland, är en svensk folklorist och visforskare, radiomedarbetare och museiman som var styresman för stiftelsen Nordiska museet i Stockholm 2001–2015, där hon blev den första kvinnan på posten.

## Biografi
Efter studentexamen vid Wargentinsskolan i Östersund studerade Christina Mattsson vid Uppsala universitet och påbörjade sedan doktorandstudier i etnologi (folkloristik). Hon var knuten till Svenskt visarkiv innan hon anställdes på Sveriges Radio, där hon 1979 blev chef för traditionsmusiken och tio år senare biträdande musikradiochef. Åren 1992–1999 var hon rikskanalchef för Sveriges Radio P2 inklusive Berwaldhallen. P2 var den största och mest blandade radiokanalen med utbildningsprogram, sändningar på finska, samiska och utomnordiska minoritetsspråk. Kanalen dominerades av seriös musik, d.v.s. västerländsk konstmusik, traditionsmusik från hela världen och jazz. I hennes uppdrag ingick att initiera och att 1993 starta lokala sändningar med seriös musik dygnet runt över Stockholm. P2 var vid denna tid landets största musikinstitution och inkluderade Radiokören och Sveriges Radios symfoniorkester.
Christina Mattsson har lång erfarenhet som producent och programledare inom Sveriges Radio från 1976. Hon har producerat tusentals radioprogram om visor och folkmusik bland annat Filikromen (1976–1989) och Folkminnen tillsammans med Bengt af Klintberg (1990–2004) som sändes 750 gånger under de femton år sändningarna pågick. I Sveriges Television var  hon programledare för antikprogrammet Under klubban (1985–1987), Notknäckarna (1990) och Med på noterna (1991), de båda senare tillsammans med Carl-Uno Sjöblom.
Som visforskare har hon specialiserat sig på svenska skålvisor, och har skrivit en rad artiklar och böcker i folkloristiska ämnen. Hon är hedersledamot av Kungliga Gustav Adolfs Akademien för svensk folkkultur och Norrlands nation i Uppsala, Visans vänner, Samfundet för visforskning, korresponderande ledamot av Kungliga Skytteanska Samfundet, ledamot av Carl Johans förbundet, Letterstedtska föreningen, Måltidsakademien, ledamot i Knäckebrödsakademin samt ledamot av Collegium Curiosorum Novum, Kungliga Patriotiska Sällskapet, Stockholms Arbetareinstitutsförening, Jämtlandsakademien, Lilla Sällskapet, Svenska visakademien och Vinakademien.
Christina Mattsson har innehaft en rad styrelseuppdrag, bland annat i Riksteatern, Statens ljud- och bildarkiv, Länsstyrelsen i Södermanland, Konstnärsnämnden (vice ordf), STIM, Skansen (vice ordf), Voksenåsen AS, Spritmuseum och Konsistoriet vid Uppsala universitet. För närvarande är hon arbetande styrelseordförande i Gocken Jobs AB samt ledamot i Drottningholmsteaterns vänförening. Hon var 2004–2014 ordförande i juryn för Årets Måltidslitteratur. 
Som styresman för stiftelsen Nordiska museet förbättrade Christina Mattsson museets ekonomiska situation, bland annat genom att ta mer aktivt ansvar för förvaltningen av stiftelsens fastigheter med över 400 byggnader. Antalet kulturmiljöer och arbetsplatser utanför Stockholm minskade genom försäljning, överföring till annan huvudman eller nedläggning, som t.ex. Matsgården i Rättvik, Textilmuseet i Högbo och Kulturarvet i Falun. Museet gjorde dessutom en omfattande satsning på samlingarnas vård och förvaring, och ökade samtidigt sitt engagemang i digitaliseringsfrågor. En intensiv utställningsverksamhet präglade verksamheten, varav många utställningar hade dagsaktuella teman som "Plast", "Tvättstugan" och "Sopor".
Hon var som student vid Uppsala universitet verksam i Svenska Showorkestern Phontrattarne vid Norrlands nation.
Christina Mattsson är sedan 1981 gift med Michael Söderlundh.

## Utmärkelser
- 2003 – Hans Majestät Konungens medalj (8:e storleken i serafimerordens band) - för viktiga insatser inom skilda områden av kulturlivet
- 2007 – Den Kongelige Norske Fortjenstorden (kommendör) - för främjandet av norsk kultur i Sverige